# Paolino Dalla Porta
Paolino Dalla Porta (Mantua, 25 juli 1956) is een Italiaanse jazzcontrabassist en -componist van de modernjazz en improvisatiemuziek.

## Biografie
Dalla Porta leerde aanvankelijk tien jaar lang gitaar. Pas in 1977 stapte hij over op de contrabas. Rond 1980 maakte hij deel uit van verschillende sleutelgroepen in het Milanese circuit, zoals D.O.M. Alia Orchestra en Nexus en begeleidde hij Arrigo Cappelletti, Claudio Fasoli en Tiziana Ghiglioni. Sinds 1988 leidt hij zijn eigen kwartet. Hij toerde door Noord-Amerika en Australië met het Far Away-project, waaronder Lester Bowie en door Polynesië met Alain Brunet. In samenwerking met pianist Stefano Battaglia werden verschillende opnamen gemaakt: samen met drummers Aldo Romano en Tony Oxley (Sulphur), met Kenny Wheeler en Billy Elgart (Tales, Soul Note 1993) en met Dominique Pifarély (Triplicity, Dischi Della Quercia, 1993). Hij speelde elektro-akoestische muziek met Gabriele Mirabassi. Hij werkte ook met Pino Minafra (Colori), met Fabrizio Sferra, met John Tchicai, met Massimo Manzi, met Rita Marcotulli, met Misha Mengelberg en Han Bennink en met Gianluca Petrella. In 2015 verving hij Glen Moore in Oregon.

## Discografie
- ????: Canguri Urbani (Splasc(h))
- 1996: Esperanto (Splasc[h] met Riccardo Luppi)
- 1999: Paolino Dalla Porta/Tino Tracanna Nudes (Splasc(h))
- 2002: Paul McCandless, Bebo Ferra, Paolino Dalla Porta Ospite Fulvio Maras Isole (Islands) (Egea)

- Gemeinsame Normdatei: 134892399
- International Standard Name Identifier: 0000 0000 5518 8929
- Library of Congress Control Number: no98004950
- MusicBrainz: c184fedc-bbac-44da-89bc-9f0cdeab1a6e
- Nationale Bibliotheek van Israël: 987007368850905171
- Istituto Centrale per il Catalogo Unico: MODV149154
- Système universitaire de documentation: 170098117
- Virtual International Authority File: 61756006
- WorldCat: E39PBJgrYTCjYQrx796xKd7j4q